# 檜木桶
''檜木桶''正常指使用''台灣檜木''材質製作之泡澡木桶，世界上最好的木材才能稱為檜木，而台灣檜木又是七大檜木中品質第一好的。

市面上常見之泡澡木桶，依據材質不同可分為：
一、高海拔針葉林：軟木 (松+柏+杉)
1.真正檜木製造：台灣檜木(可分為拆日治時期房屋回收的百千年檜木=舊料，以及台灣林務局人造林或風災漂流木=新料)
2.近似檜木製造：日本檜木(基改日本花柏衍生的人造林，又稱第八種檜木)
3.俗稱檜木製造：越南檜木(越南金杉)、寮國檜木(原名：寮國香杉)、大陸檜木(原名：香柏)、越南紅檜(原名：越南赤松)、南洋檜(原名：南方松)、北美檜(原名：加拿大香杉或雲杉)、其他還有亞洲檜木、澳洲檜木(業者自行命名)
4.真正檀木製造：台灣肖楠(淺銘黃色)、中國大陸產肖楠(淺銘黃色)。清朝紫禁城的柱子，都由上好肖楠打造。當時皇帝並不知道有檜木的存在。
5.近似檀木製造：越南肖楠=肖楠木=國寶級檀香木(原名：越南翠柏=深咖啡色)

二、低海拔闊葉木：硬木
1.俗稱檀香木製造：綠檀木=玉檀香(原名：薩米維臘木)。主要產於委內瑞拉、哥倫比亞、阿根廷和巴拉圭，90年代經中國大陸國企與各產區國家簽約後，原木輸往中國大陸，再由中國大陸企業加工成品後出口至世界各地。

## 分類
- 按照尺寸分類可分為：單人桶(82CM~105CM)，雙人桶(118CM以上)，小孩桶，嬰兒桶。
- 按照用途分類可分為：泡澡桶、泡腳桶、蒸腳桶等。